# テアフポオ
テアフポオ（タヒチ語・フランス語：Teahupoʻo）は、フランス領ポリネシアのタヒチ島南東部半島の南西海岸にある西タイアラプ連合村の集落で、沖合に起こる大きな安定した波でサーフィンができることで知られ、このため国際的なサーフィン大会が開催されている。
日本では以前から英語読みによる「チョープー」という地名として知られている。

## オリンピック会場
テアフポオはおもにパリで開催される2024年パリオリンピックのサーフィン競技の会場である。ここはパリから15,800 km離れており、オリンピック開催地から競技会場までの距離が、最も遠くなった。これは、既存の会場を利用することで建設費を削減するという国際オリンピック委員会の目標に沿ったものであるが、移動コストと排出量は増加する。
開会式はパリとは別に行われた。
フランス領ポリネシアは米国の水爆実験と同等のフランスの核実験による健康被害がタヒチ島にも及んでいて、パリオリンピック・サーフィン競技の参加サーファー・観衆の健康への影響が心配される。